# Robert Bringhurst

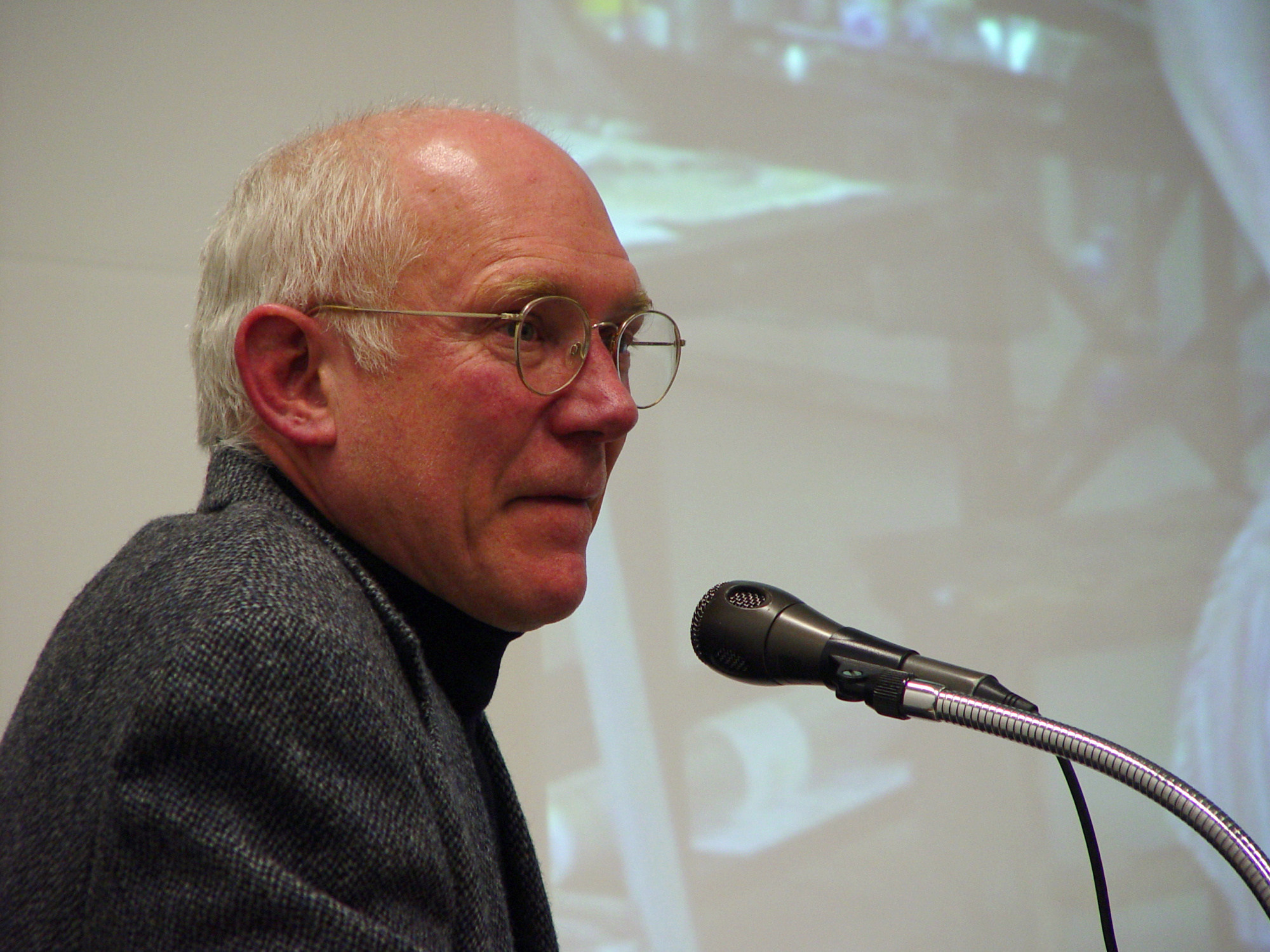
Robert Bringhurst

Robert Bringhurst (Los Ángeles, 16 de octubre de 1946 (78 años)) es un poeta, tipógrafo y escritor canadiense. Autor de The Elements of Typographic Style, obra de referencia obligada sobre tipos de letra, glifos y la disposición geométrica y visual de los tipos. También ha traducido al inglés obras de poesía épica de mitología Haida.

## Biografía
Nacido en Los Ángeles, California, fue criado en Utah, Montana, Wyoming, Alberta y Columbia Británica. Estudió arquitectura, lingüística y física en el Massachusetts Institute of Technology, y posteriormente literatura comparada y filosofía en la Universidad de Utah. También posee un BA de la Universidad de Indiana y un MFA en narración creativa de la Universidad de Columbia Británica.
En la actualidad reside en Quadra Island, cerca de Campbell River, Columbia Británica.

### Poesía
- The Shipwright's Log – 1972
- Cadastre – 1973
- Eight Objects – 1975
- Bergschrund – 1975
- Tzuhalem's Mountain – 1982
- The Beauty of the Weapons: Selected Poems 1972–82 – 1982 (nominated for a Governor General's Award), 1985 (Copper Canyon Press)
- Tending the Fire – 1985
- The Blue Roofs of Japan – 1986
- Pieces of Map, Pieces of Music – 1986, 1987 (Copper Canyon Press)
- Conversations with a Toad – 1987
- The Calling: Selected Poems 1970–1995 – 1995
- Elements (with drawings by Ulf Nilsen) – 1995
- The Book of Silences – 2001
- Ursa Major – 2003 (shortlisted for the 2004 Dorothy Livesay Poetry Prize)
- New World Suite Number Three: A poem in four movements for three voices – 2006
- Selected Poems – 2009

### Prosa
- Visions: Contemporary Art in Canada (with Geoffrey James, Russel Keziere & Doris Shadbolt) – 1983
- Ocean/Paper/Stone – 1984
- The Raven Steals the Light (with Bill Reid) – 1984
- Shovels, Shoes and the Slow Rotation of Letters – 1986
- The Black Canoe (with photographs by Ulli Steltzer) – 1991
- Boats Is Saintlier than Captains: Thirteen Ways of Looking at Morality, Language, and Design – 1997
- Native American Oral Literatures and the Unity of the Humanities – 1998
- A Short History of the Printed Word (with Warren Chappell) – 1999
- The Elements of Typographic Style – 1992, revised 1996, revised 2004, revised 2005
- The Solid Form Of Language: An Essay On Writing And Meaning – 2004
- The Tree of Meaning: Thirteen Lectures 2006
- Everywhere Being is Dancing 2007
- The Surface of Meaning: Books and Book Design in Canada – 2008

### Traducciones
- A trilogy entitled Masterworks of the Classical Haida Mythtellers:
  - A Story As Sharp As a Knife: The Classical Haida Mythtellers and Their World – 1999 (nominated for a Governor General's Award)
  - Nine Visits to the Mythworld – (a reinterpretation of the stories of mythteller Ghandl of the Qayahl Llaanas, as collected in 1900 by John Reed Swanton[1]) – 2000 (shortlisted for the 2001 Canadian Griffin Poetry Prize)
  - Being in Being: The Collected Works of a Master Haida Mythteller - Skaay of the Qquuna Qiighawaay – 2002
- Parmenides, The Fragments – 2003